# Oceania Cup 2013
Oceania Cup 2013 – piąty turniej z cyklu Oceania Cup, międzynarodowe zawody rugby union organizowane przez Oceania Rugby dla rozwijających się zespołów z Oceanii, które odbyły się w dniach 6–13 lipca 2013 roku w Port Moresby. Stanowiły jednocześnie część kwalifikacji do Pucharu Świata 2015.

## Informacje ogólne
Na walnym zgromadzeniu FORU w Rarotonga w maju 2012 roku potwierdzono, że Oceania Cup 2013 będzie turniejem kwalifikacyjnym tego regionu do Pucharu Świata 2015. Papua New Guinea Rugby Football Union otrzymał prawo do organizacji tych zawodów w grudniu 2012 roku i do uczestnictwa w nich zostały zaproszeni wszyscy członkowie FORU mający jednocześnie pełne członkostwo IRB. Harmonogram rozgrywek został ogłoszony na początku czerwca 2013 roku.
Cztery uczestniczące zespoły rywalizowały systemem kołowym w ciągu trzech meczowych dni. Zwycięzca meczu zyskiwał cztery punkty, za remis przysługiwały dwa punkty, porażka nie była punktowana, a zdobycie przynajmniej czterech przyłożeń lub przegrana nie więcej niż siedmioma punktami premiowana była natomiast punktem bonusowym.
W zawodach z kompletem zwycięstw triumfowali reprezentanci Wysp Cooka, awansując jednocześnie do kolejnego etapu kwalifikacji, w którym zmierzyli się z Fidżi w meczu o bezpośredni awans do turnieju finałowego Pucharu Świata w Rugby 2015.
Szczegółowe wyniki i składy zespołów podczas rundy pierwszej, drugiej i trzeciej.

## Mecze
| 6 lipca 201313:00 | Wyspy Cooka | 38:5 | Polinezja Francuska | Lloyd Robson Oval, Port Moresby Widzów: 4000 Sędzia: Sam Tuidraki |
| 6 lipca 201313:00 |             | 38:5 |                     | Lloyd Robson Oval, Port Moresby Widzów: 4000 Sędzia: Sam Tuidraki |

| 6 lipca 201315:15 | Papua-Nowa Gwinea | 29:22 | Wyspy Salomona | Lloyd Robson Oval, Port Moresby Widzów: 6000 Sędzia: Kaveni Talemaivalagi |
| 6 lipca 201315:15 |                   | 29:22 |                | Lloyd Robson Oval, Port Moresby Widzów: 6000 Sędzia: Kaveni Talemaivalagi |

| 9 lipca 201313:00 | Wyspy Salomona | 12:39 | Wyspy Cooka | Lloyd Robson Oval, Port Moresby Widzów: 1000 Sędzia: Kaveni Talemaivalagi |
| 9 lipca 201313:00 |                | 12:39 |             | Lloyd Robson Oval, Port Moresby Widzów: 1000 Sędzia: Kaveni Talemaivalagi |

| 9 lipca 201315:15 | Polinezja Francuska | 32:39 | Papua-Nowa Gwinea | Lloyd Robson Oval, Port Moresby Widzów: 3000 Sędzia: James Bolabiu |
| 9 lipca 201315:15 |                     | 32:39 |                   | Lloyd Robson Oval, Port Moresby Widzów: 3000 Sędzia: James Bolabiu |

| 13 lipca 201313:00 | Wyspy Salomona | 23:22 | Polinezja Francuska | Lloyd Robson Oval, Port Moresby Widzów: 3000 Sędzia: James Bolabiu |
| 13 lipca 201313:00 |                | 23:22 |                     | Lloyd Robson Oval, Port Moresby Widzów: 3000 Sędzia: James Bolabiu |

| 13 lipca 201315:15 | Papua-Nowa Gwinea | 31:37 | Wyspy Cooka | Lloyd Robson Oval, Port Moresby Widzów: 7000 Sędzia: Sam Tuidraki |
| 13 lipca 201315:15 |                   | 31:37 |             | Lloyd Robson Oval, Port Moresby Widzów: 7000 Sędzia: Sam Tuidraki |